# Dendropemon alatus
Dendropemon alatus är en tvåhjärtbladig växtart som beskrevs av Van Tiegh.. Dendropemon alatus ingår i släktet Dendropemon och familjen Loranthaceae. Inga underarter finns listade i Catalogue of Life.